# جنگل‌های میومبوی زامبزی مرکزی
جنگل‌های میومبوی زامبزی مرکزی (به لاتین: Central Zambezian miombo woodlands) یک منطقهٔ مسکونی و جنگل در مالاوی است.